# Albansk ponny
Den albanska ponnyn är en hästras av ponnytyp som härstammar från Albanien. Rasen är nära släkt med den bosniska ponnyn och även den polska Konikponnyn med ett gemensamt ursprung i den primitiva och utdöda Tarpanen men den Albanska ponnyn har eventuellt förädlats något mer. Den albanska ponnyn ingår i en speciell grupp av ponnyer som kallas "Balkans ponnyer" tillsammans med bland annat Konik, bosnisk ponny och den grekiska Skyrosponnyn. Rasen delas upp i två olika klasser, beroende på var och vad man använder hästen till.

## Historia
När det Osmanska riket i nuvarande Turkiet invaderade Balkan år 1368 fördes många arabiska fullblod in i området. Dessa användes sedan till att korsa de redan existerande hästarna i området. Man tror att de gamla lokala hästarna var korsningar av de utdöda primitiva tarpanerna och de turkmenska hästarna samt mongoliska hästar som t.ex. przewalski. Med andra ord var det en väldigt primitiv liten hästras som blev korsad med de ädla araberna. Dessa hästar kom sen att spela en stor roll när de albanska stammarna under ledning av Skanderbeg lyckades få turkarna att retirera. Kvar blev de förädlade hästarna och Albanien hade som krigsbyte fått en starkare, smidigare och mer graciös variant av häst. 
Efter Balkans frigörelse från det Osmanska riket höll man strikt på sina traditioner inom hästavel, där områdets ekonomi och efterfrågan spelade störst roll i hur många ponnyer och framförallt vilka typer som avlades fram. 1947 importerades bland annat Noniushästar från Ungern som skulle influera en något större ridtyp då ridsport var ett ökande intresse över hela världen. Efter mitten av 1900-talet började efterfrågan på hästar dock att minska drastiskt i och med mekaniseringen av jordbruken och samhället. Uppfödarnas största uppgift var nu att öka det drastiskt minskande antalet ponnyer. 
Under 1990-talet korsade man in ännu fler raser i blandningen då efterfrågan var starkast efter riktigt bra arbetshästar att använda inom jordbruken. De hästar i bergsområdena korsades med haflingerhästar som importerades från Österrike medan slätlandshästarna korsades ytterligare en gång med arabiskt fullblod. Detta bestämdes av Zootekniska Stationen i Shkodra. Man började även marknadsföra det som man ansåg vara förbättrade, nya arbetshästar. Efter Balkan-krigen började jordbruken återigen byggas upp och hästarna 
Idag är uppfödarna mest koncentrerade på att öka antalet hästar i landet. Antalet hästar har ökat kraftigt sedan 1980-talet och hästarna används flitigt till precis allt.

## Egenskaper
Den albanska ponnyn räknas in i "Balkan-gruppen", en benämning som används för att typsätta ett stort antal olika raser av ponnyer från Balkan och östra Europa. Till Balkan-gruppen räknas förutom den albanska ponnyn även bosnisk ponny, den grekiska Skyrosponnyn, Hucul, Konik och ett antal raser från Bulgarien, Rumänien och hela forna Jugoslavien. Gemensamt för dessa raser är att de är primitiva och oftast direkta ättlingar till den numera utdöda Tarpanen. 
Den albanska ponnyn delas in i två klasser kallad Mountain och Myzeqea (slättland). Precis som det låter så är Mountain-typen mer av en bergshäst som är säker på foten och anpassad till arbete i tuffare terräng och slättlandstypen användes som transporthäst på slättlandet. Numera är de här typerna ofta korsade med varandra vilket gör det väldigt svårt att klassa dem. Enligt gamla traditioner var Mountianponnyn mindre än slätlandsponnyn i mankhöjd men kraftigare i exteriören. 
Ponnyerna är ädla, starka, smidiga och har stor rörelsefrihet. En del exemplar håller inte riktigt lika bra i kvaliteten, mest på grund av försöken att öka storleken för att kunna göra rasen användbar inom jordbruk, något som hästarna inte användes till förut. Men det primitiva blodet i rasen har gjort att hästen är säker på foten och väldigt sund. 